# Charge Composition Explorer
Pour les articles homonymes, voir CCE.
Charge Composition Explorer, également désigné sous l'appellation CCE ou AMPTE/CCE ou Explorer 65 ou AMPTE 1, est un petit satellite scientifique de la NASA lancé en 1984 pour étudier les particules chargées de la magnétosphère. CCE est un des composants de la mission spatiale internationale AMPTE (es) qui comprend également Ion Release Module (IRM) conçu par l'Allemagne et United Kingdom Subsatellite (UKS) fourni par le Royaume-Uni. CCE est un satellite du programme Programme Explorer. La charge utile est constituée de cinq instruments particulièrement performants chargés de mesurer les caractéristiques des électrons énergétiques ainsi que la composition des noyaux atomiques dont l'énergie est comprise entre 0,4 et plusieurs centaines de MeV.

## Contexte
Active Magnetospheric Particle Tracer Explorers est un projet international dont l'objectif est d'étudier la manière dont les ions composant le vent solaire parviennent jusqu'à la magnétosphère, le transport convectif-diffusif et le processus d'excitation des particules de la magnétosphère et les interactions avec les plasmas présents dans l'espace. De plus la mission comprend un lâcher massif de baryum à l'extérieur de la magnétopause dans le vent solaire pour suivre les interactions du vent solaire avec le champ magnétique terrestre. Pour atteindre ces objectifs, deux satellites principaux et un sous-satellite sont utilisés. IRM (Ion Release Module) développé par l'Allemagne est lancé sur un plan équatorial avec un apogée qui culmine à 100 000 km est chargé de libérer le baryum. Le satellite CCE développé par la NASA dans le cadre de son Programme Explorer circule dans le même plan orbital mais avec un apogée d'environ 50 000 km doit étudier la circulation du baryum libéré. Enfin le sous-satellite United Kingdom Subsatellite (UKS) est positionné à quelques centaines de kilomètres de IRM et permet d'effectuer des mesures in situ en deux points.

## Caractéristiques techniques
Le satellite a une masse de 242 kg. Il est par rotation à 10 tours par minute. L'axe de rotation se trouve dans le plan équatorial et s'écarte d'environ 20° de la ligne qui relie le Soleil et la Terre. Le satellite corrige son orientation à l'aide de magnéto-coupleurs et de propulseurs à gaz froid. Les données sont enregistrées sur une bande magnétique et transmises par deux émetteurs redondants d'une puissance de 2,5 watts. La batterie est rechargée par des panneaux solaires qui fournissent 140 watts.

## Instrumentation scientifique
Le satellite emporte cinq instruments scientifiques qui sont utilisés pour mesurer la composition des particules présentes dans la magnétosphère sur tout leur spectre énergétique ainsi que les changements qui les affectent avec comme objectif de déterminer les principaux processus gouvernant leur excitation, leur déplacement et leur disparition. CCE doit également détecter les ions de lithium et de baryum libérés par le satellite IRM et transportés dans la magnétosphère :
- L'instrument HPCE (Hot Plasma Composition Experiment) comporte un spectromètre de masse destiné à mesurer des ions dont l'énergie est inférieure à 17 keV par charge électrique. Il comporte un instrument chargé de mesurer les électrons dont l'énergie est comprise entre 50 eV et 25 keV en les ventilant en 8 bandes d'énergie[4] ;
- MEPA (Medium Energy Particle Analyzer) mesure le spectre et l'énergie des particules de la magnétosphère dont l'énergie par nucléon va de 10 keV (pour l'oxygène) à 6 MeV[5] ;
- CHEM (Charge-Energy-Mass spectrometer) spectromètre de masse mesure la masse, la charge ainsi que le spectre énergétique et l'incidence des principaux ions dont la masse atomique va de l'hydrogène au fer et dont l'énergie est comprise entre 0,3 keV et 300 keV[6] ;
- PWE (Plasma Wave Experiment) mesure les ondes de plasma sur 5 fréquences[7] ;
- Le magnétomètre MAG comprend un magnétomètre fluxgate monté au bout d'une perche de 2 mètres[8].

## Déroulement de la mission
CCE est lancé avec les deux autres satellites de la mission AMPTE le 16 août 1984 depuis la base de lancement de Cape Canaveral par une fusée Delta 3924. Il est placé sur une orbite elliptique élevée de 1 100 × 50 000 km (0,17 RE x 8,79 RE) (RE=6378 km) avec une inclinaison de 4,80°. À compter de 1989 le satellite rencontre des problèmes avec le module de commande et le système de collecte de l'énergie puis tombe définitivement en panne le 12 juillet 1989.